# Монте-Касадор та Піку-Форкаду
Захищена місцевість Монте-Касадор та Піку-Форкаду (порт. Paisagem protegido de Monte Caçador e Pico Forcado) — охоронна територія, що охоплює 3357 гектарів суші у східній частині острова Боа-Вішта в Кабо-Верде. Це найважливіше гірське утворення на острові, але не найвище.
Ряд вершин утворює крихітний гірський хребет, який складається з Монте-Касадора (355 м), Піку Форкаду (364 м) та нижнього Меза-Кагаду (297 м). Скельна формація складається з фонолітичних відкладів над базальтовим утворенням Фунду-де-Фігейраш.